# 督辦臺灣撫墾大臣
督辦臺灣撫墾大臣為清代臺灣建省後，主管「番地」開墾，對外擴張的最高主官。而其目的是為了貫徹「招撫生番、清除內患、墾殖番地、擴張疆域」之政策所設置，原則上也是臺灣撫墾局之主管，由臺灣巡撫兼任，副主管則為「幫辦臺灣撫墾大臣」。
督辦撫墾大臣一職，設於1886年，為首任臺灣巡撫劉銘傳兼任。劉銘傳奏請朝廷，任命板橋林家士紳林維源以太常寺少卿身份，派為幫辦臺灣撫墾大臣。1895年福建臺灣省依照馬關條約割讓給日本後，該官職予以廢除。

## 歷任
- 劉銘傳
- 沈應奎
- 邵友濂
- 唐景崧

## 相關參見
- 幫辦